# Nagojanahalli
Nagojanahalli es una ciudad y nagar Panchayat situada en el distrito de Krishnagiri en el estado de Tamil Nadu (India). Su población es de 9953 habitantes (2011).

## Demografía
Según el censo de 2011 la población de Nagojanahalli era de 9953 habitantes, de los cuales 5189 eran hombres y 4764 eran mujeres. Nagojanahalli tiene una tasa media de alfabetización del 74,67%, inferior a la media estatal del 80,09%: la alfabetización masculina es del 84,13%, y la alfabetización femenina del 64,48%.